# Sunny Omoregie
Sunny Ogbemudia Omoregie (Benin City, 2 gennaio 1989) è un calciatore nigeriano, centrocampista svincolato.

## Carriera
Ha giocato nella prima divisione dei campionati sloveno, israeliano, armeno, boliviano e gibilterriano.

## Palmarès

### Individuale
- Capocannoniere della Coppa di Slovenia: 1

2014-2015 (6 reti)